# Empreintes digitales (film)
Pour l’article homonyme, voir Empreinte digitale.
Pour plus de détails, voir Fiche technique et Distribution.
Empreintes digitales (Big Brown Eyes) est un film américain de 1936, réalisé par Raoul Walsh.

## Synopsis
Eve Fallon, une manucure, est amoureuse de l'inspecteur de police Danny Barr, et devient jalouse lorsqu'il enquête sur le vol des bijoux de Mme Cole. Celle-ci confie la récupération de ses bijoux à Richard Morey, un racketteur qui se fait passer pour un détective privé. Dan tente d'expliquer à Eve la nature de ses relations avec Mme Cole, mais elle refuse de le croire. Licenciée de son salon de coiffure, elle trouve un travail comme journaliste grâce à un de ses amis, Jack Sully. Morey retrouve ses acolytes, Russ Cortig et Benny Battle, et leur ordonne de rencontrer les voleurs, Carey et Don Butler, dans le parc et de leur offrir 40 000 $ pour la marchandise. Les Butler repoussent cette offre, les bijoux étant assurés pour 200 000 $. Une bagarre s'ensuit et les Butler s'enfuient après avoir frappé Cortig, qui tire dans leur direction, tuant accidentellement un bébé dans sa poussette. Dan est chargé de l'enquête et, après avoir trouvé une liste des bijoux volés près de la scène de crime, fait le lien entre les deux affaires. Eve se réconcilie avec Dan et interroge Bessie, un témoin, qui lui donne la description de Battle, qu'elle connaît car il a flirté avec elle. Après que Bessie a formellement identifié Battle sur une photo, Dan l'arrête, mais Bessie est menacée par les hommes de Morey et refuse de l'identifier lors d'une confrontation. Pour pousser Battle à avouer, Eve écrit un article annonçant qu'il s'est déjà mis à table, article qui fait la une. Lorsque Battle est relâché de prison, Eve tire en l'air avec l'arme de Dan et Battle, effrayé, retourne dans la prison pour tout avouer. Cortig est arrêté aussi, mais un alibi de circonstance l'innocente lors du procès. Eve démissionne du journal car on ne lui permet pas de continuer à enquêter sur Cortig, et Dan en fait autant pour pouvoir s'occuper de Cortig à sa façon. Eve, redevenue manucure, reçoit des cartes postales de Dan de divers endroits de la côte Est. Elle révèle à Morey, sans savoir qu'il est impliqué, que Dan est à la poursuite de Cortig. Morey charge alors ses hommes de se débarrasser de Cortig en échange de sa part de l'affaire des bijoux. Après le départ de Morey, Eve remarque l'empreinte de son pouce et se rappelle que la police est à la recherche d'un homme avec une cicatrice à ce doigt. Elle transmet alors l'empreinte à la police. Dan de retour à New York finira par arrêter Morey et Carey, et fera sa demande en mariage à Eve. 

## Fiche technique
- Titre original : Big Brown Eyes
- Titre français : Empreintes digitales
- Réalisation : Raoul Walsh
- Scénario : Bert Hanlon et Raoul Walsh d'après les nouvelles Hahsit Babe et Big Brown Eyes de James Edward Grant
- Direction artistique : Alexander Toluboff
- Décorateur de plateau : Howard Bristol
- Costumes : Helen Taylor
- Photographie : George T. Clemens
- Son : Hugo Grenzbach
- Musique : Gerard Carbonara (non crédité)
- Montage : Robert L. Simpson
- Production : Walter Wanger
- Société de production : Walter Wanger Productions
- Société de distribution : Paramount Pictures
- Pays de production :  États-Unis
- Langue de tournage : anglais
- Format : Noir et blanc — 35 mm — 1,37:1- Son Mono (Western Electric Noiseless Recording Sound System)
- Genre : Film policier
- Durée : 77 minutes
- Dates de sortie : 
  - États-Unis : 3 avril 1936
  - France : 17 juillet 1936

## Distribution
- Cary Grant : Danny Barr
- Joan Bennett : Eve Fallon
- Walter Pidgeon : Richard Morey
- Lloyd Nolan : Russ Cortig
- Alan Baxter : Cary Butler
- Marjorie Gateson :  Mme Chesley Cole
- Isabel Jewell : Bessie Blair
- Douglas Fowley : Benjamin Battle
- Henry Brandon : Don Butler
- Joe Sawyer : Jack Sully
- Dolores Casey : Caissier
- Doris Canfield : Myrtle
- Edwin Maxwell : Rédacteur
- Helen Brown : Bereaved Mother
- Sam Flint : Martin

Acteurs non crédités
- George MacQuarrie : l'inspecteur en chef
- Billy Sullivan : le barbier
- Charles C. Wilson : l'avocat de l'accusation